# Włodzimierz Korcz

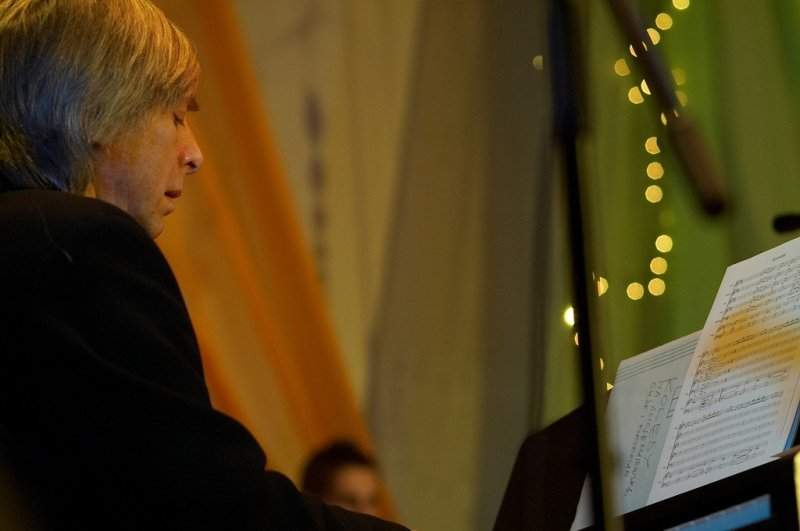
Korcz podczas koncertu Alicji Majewskiej i Strzyżowskiego Chóru Kameralnego w Strzyżowie (2006).

Włodzimierz Kazimierz Korcz (ur. 13 listopada 1943 w Łodzi) – polski kompozytor, pianista, aranżer, dyrygent, twórca przebojów. Komponuje i aranżuje utwory m.in. w stylu poezji śpiewanej i muzyki dziecięcej, ale też komponuje muzykę teatralną i filmową. Tworzy duet artystyczny z Alicją Majewską.

## Kariera
Jest absolwentem łódzkiej PWSM, był uczniem Zbigniewa Szymonowicza. W latach 1968–1970 był redaktorem muzycznym Polskiego Radia w Łodzi. W latach 1974–1977 pełnił funkcję kierownika muzycznego Teatru na Targówku.
Był szefem muzycznym cyklicznych widowisk telewizyjnych, m.in. reżyserowanych przez Krzysztofa Jaślara Mazurskich Biesiad Kabaretowych czy Lidzbarskich Wieczorów Humoru i Satyry.
Otrzymał nagrody na festiwalach piosenki w Opolu, Rostocku, Witebsku i Bratysławie. Współpracował z wieloma kabaretami, m.in.: Pod Egidą, Tey, Olgi Lipińskiej, telewizyjnym Polskim Zoo, Kraj się śmieje. Pisał piosenki i musicale dziecięce dla harcerskiego zespołu Gawęda (z tekstami Wandy Chotomskiej). Współpracował z zespołem solistów operowych Filharmonia Traugutta (spektakle: Sadźmy róże i Pieśni Powstania Warszawskiego).
Skomponował pieśni do słów Karola Wojtyły oraz hymn O potężny Jezu Chryste (wyk. Alicja Majewska), a także Pieśń Papieską Zostań z nami (sł. Wojciech Kejne, wyk. Dorota Osińska). Jest twórcą koncertu kolędowego (płyta Kolędy w Teatrze Stu – Halina Frąckowiak, Alicja Majewska, Andrzej Zaucha), granego nieprzerwanie od kilkunastu lat, później z udziałem Zbigniewa Wodeckiego. Podróżuje po wielu krajach Europy, Stanach Zjednoczonych i Australii, najczęściej z Alicją Majewską. Po wykonaniu oratorium „Woła Nas Pan” w Rzeszowie w maju 2005 współpracuje ze Strzyżowskim Chórem Kameralnym pod dyrekcją Grzegorza Oliwy. Chór towarzyszy kompozytorowi oraz (głównie) Alicji Majewskiej podczas koncertów („Idzie kolęda, Polska kolęda”, „Majewska – Korcz Okrągłe 31 Lat”).
W 2015 został odznaczony Srebrnym Medalem „Zasłużony Kulturze Gloria Artis”.

### Życie prywatne
Jego żoną jest aktorka Elżbieta Starostecka. Mają dwoje dzieci: syna Kamila (ur. 1971) i córkę Annę (ur. 1982).

## Wybrana twórczość

### Muzyka filmowa
- Lata dwudzieste... lata trzydzieste...
- 07 zgłoś się (m.in. ballada z serialu)
- Nocleg

### Musicale
- Dyzma - musical (adaptacja Henryka Królikowska, teksty piosenek Wojciech Młynarski)
- Machina wierności (libretto Panasewicz Jerzy)
- Pinokio (libretto Ryszard Czubaczyński)
- Jajokracja (libretto Ernest Bryll)
- Łódź Story (libretto Monika Partyk)

### Oratoria
- A kto się odda w radość
- Woła nas Pan

### Niektóre piosenki
- A te skrzydła połamane (sł. Ernest Bryll, wyk. Danuta Rinn)
- Wojna słowiańska (sł. Roman Gorzelski, wyk. Krzysztof Cwynar)
- Błędny rycerz (sł. Wojciech Młynarski, wyk. Michał Bajor)
- Być kobietą (sł. Magda Czapińska, wyk. Alicja Majewska)
- Chłopcy z naszej ulicy (sł. Adam Kreczmar, wyk. Piotr Fronczewski)
- Gdzie ci mężczyźni (sł. Jan Pietrzak, wyk. Danuta Rinn)
- Jaka róża, taki cierń (sł. Jacek Cygan, wyk. Edyta Geppert)
- Jeszcze się tam żagiel bieli (sł. Wojciech Młynarski, wyk. Alicja Majewska)
- Wielki Targ (sł. Wojciech Młynarski, wyk. Alicja Majewska)
- Moja miłość największa (sł. Wojciech Młynarski, wyk. Michał Bajor)
- Nie chcę więcej (sł. Dariusz Rogalski, wyk. Michał Bajor)
- Popołudnie (sł. Jonasz Kofta, wyk. Michał Bajor)
- Och życie, kocham cię nad życie (sł. Wojciech Młynarski, wyk. Edyta Geppert)
- Odkryjemy miłość nieznaną (sł. Wojciech Młynarski, wyk. Alicja Majewska)
- Ogrzej mnie (sł. Wojciech Młynarski, wyk. Michał Bajor)
- Polska baba (sł. Ernest Bryll, wyk. Danuta Rinn)
- Zamiast (sł. Magda Czapińska, wyk. Edyta Geppert)
- Żeby Polska była Polską (sł. i wyk. Jan Pietrzak)
- Nalej mi wina (sł. A. Osiecka, wyk. Irena Santor)
- Sopockie bolero (sł. A. Osiecka, wyk. Edyta Geppert)
- Przed nocą i mgłą (z filmu „07 zgłoś się”, sł. Z. Stawecki, wyk. Alicja Majewska)
- Trzeba czasu (z filmu „07 zgłoś się”, sł. J. Zalewski, wyk. Monika Marciniak)
- Dziewczyny nie obchodzą nas (z Festiwalu Piosenki Żołnierskiej, sł. Marian Jonkajtys, wyk. Bogdan Czyżewski)

### Pieśni
- Golgota Polska (razem z Andrzejem Zaryckim)[5]